# 34237 Sarahgao
34237 Sarahgao è un asteroide della fascia principale. Scoperto nel 2000, presenta un'orbita caratterizzata da un semiasse maggiore pari a 2,5430671 au e da un'eccentricità di 0,1546556, inclinata di 8,06760° rispetto all'eclittica.